# Saenia
Saenia o Saenia de patriciorum numero Augendo va ser una antiga llei romana que va permetre el cinquè consolat d'August, segons diu Tàcit.